# Lucifer Sam
Pistes de The Piper at the Gates of Dawn
Astronomy Domine Matilda Mother
Lucifer Sam est une chanson du groupe anglais Pink Floyd, parue sur l'album The Piper at the Gates of Dawn en 1967.

## Analyse
Sa progression d'accords offre une ressemblance saisissante au thème de Batman de Neal Hefti, plus ou moins de la même façon que Interstellar Overdrive doit quelque chose au My Little Red Book de Love, et donne un certain côté garage à la chanson. Elle ne semble pas très différente de ce que The Who pourrait avoir fait à cette même période, et il convient de noter que Lucifer Sam est l'une des chansons les plus reprises de Pink Floyd.
La chanson parle d'un chat, c'est pourquoi certains sons de l'orgue de Rick Wright ressemble à des miaulements. La petite amie de l'époque de Syd Barrett, Jenny Spires, est mentionnée dans la chanson sous le nom de « Jennifer Gentle ».

## Personnel
- Syd Barrett : chant, guitare
- Nick Mason : batterie
- Roger Waters : basse
- Richard Wright : piano, orgue

## Reprises
Le groupe anglais Love & Rockets et les Belges de La Muerte ont repris la chanson à la fin des années 1980.

## Dans la culture populaire
L'introduction de la chanson a été employée, sans être créditée, dans le film Austin Powers (1997).
La bande dessinée Lucifer Sam scénarisée par Michelangelo La Neve et dessinée par Marco Nizzoli, parue aux éditions Glénat, est un clin d’œil au morceau. Son héros s'appelle Syd, en référence à Syd Barrett.